# Alekszandr Vlagyimirovics Popov
Alekszandr Vlagyimirovics Popov (oroszul: Алекса́ндр Влади́мирович Попо́в, Lesznoj, 1971. november 16. –) négyszeres olimpiai bajnok orosz úszó. Az úszósport legjobb gyorsúszója, az egyetlen a sportág történetében, aki egymást követő két olimpián egyaránt megnyerte az 50 méteres és a 100 méteres gyorsúszás versenyszámát is. A világrekordot nyolc évig tartotta a rövidebb, hat évig pedig a hosszabb versenyszámában, 2003-ban pedig 31 éves korában lett világbajnok mindkét távon.

## Sportpályafutása
1971. november 16-án született Lesznoj városában. Úszni hétéves korában kezdett a helyi Gyermek- és Ifjúsági Sportiskolában, első versenyét pedig tízévesen nyerte.
Először ő maga nem szeretett úszni, mint mondta egy későbbi interjúban, félt a víztől, azonban édesapja ragaszkodott hozzá, hogy fia sportoljon, így a szülői nyomás következtében folytatta, majd végül megszerette a sportágat. Nem sokkal később Volgográdba költözött és Anatolij Zucskov felügyelete mellett folytatta az úszást, tanulmányait pedig a Volgográdi Egyetemen végezte. Gyermekkorában hátúszó volt, csak a Szovjetunió nemzeti csapatának edzőjének, Gleb Petrov kezdeményezésére váltott a gyorsúszásra.
1991-ben vett részt először felnőtt Európa-bajnokságon és az Athénban rendezett kontinensviadalon négy aranyérmet szerzett, megnyerve az 50 méteres és a 100 méteres egyéni gyorsúszószámokat is. Innentől kezdve hét évig nem talált legyőzőre ezeken a távokon. Richard Quick, az amerikai úszócsapat edzője egy alkalommal úgy nyilatkozott, hogy „Popov az egyik legveszélyesebb rivális számunkra. Amikor a rajtkőre lép, nem gondol a pénzre, melyet a győzelem hoz, hanem csak arra a tényre, hogy néhány perc múlva az orosz zászlót az ő tiszteletére emelik a magasba.”
Az 1992-es és az 1996-os olimpián négy aranyérmet nyert 50 méteres és 100 méteres gyorsúszásban, miközben a világ- és Európa-bajnokságokon összesen 27 alkalommal végzett az első helyen.
2000-ben a moszkvai olimpiai válogatóversenyen új világrekordot állított fel 50 méteres gyorsúszásban, amelyet aztán nyolc évig nem tudtak megdönteni.
Pályafutása során négy olimpián szerepelt, a 2004-es ötkarikás játékokon ő volt az orosz csapat zászlóvivője. Ugyanezen év decemberében bejelentette visszavonulását.

## Megtámadása
1996. augusztus 24-én, egy hónappal az atlantai olimpia után, három moszkvai utcai eladóval folytatott vita során Popovot késszúrás érte a bal oldalán. Kórházba szállítása után az orvosok 17 centiméter mély szúrást diagnosztizáltak nála, amely a veséjét és a tüdejét körülvevő membránt is károsította. Avtandil Manvelidze sebészorvos műtötte meg az úszót, akinek szervezete jól reagált a történtekre így nem léptek fel komplikációk. Három hónapot töltött rehabilitációval. Egy nappal a kórházból való távozása után megkeresztelkedett, majd egy kis idő után folytatta a sportolást is és az 1997-es sevillai Európa-bajnokságon aranyérmet nyert mindkét egyéni gyorsúszószámában.

## Visszavonulása után
1999 decemberében a Nemzetközi Olimpiai Bizottság teljes jogú tagjává választották és több, a sportolók érdekvédelmét képviselő testületnek is tagja lett.
2003 júniusában megerősítette, hogy 2004 elején véglegesen elhagyja Ausztráliát, hogy a svájci Solothurnban éljen, mint mondta, elsősorban üzleti megfontolásból.
Az Orosz Tudományos Akadémia alap- és mesterkurzusát is elvégezte sportedzőként.
Ian Thorpe-pal együtt az Omega SA reklámarca.
Miután újból megválasztották a NOB tagjává, részt vett a pekingi olimpia záró ünnepségén, a 2016. évi nyári olimpián pedig az értékelő bizottság tagja volt.
2009-ig az Lokomotiv Moszkva rögbicsapatának elnöke volt.
2009 májusa óta az Adidas felügyelőbizottságának tagja.

## Tisztségei
- A Nemzetközi Olimpiai Bizottság tiszteletbeli tagja, a NOB Sportolói Bizottságának tagja
- Az Oroszország elnöke mellett működő testnevelési és sportbizottság tagja
- A „Sportoló Oroszország” önkéntes egyesület legfelsőbb tanácsának tagja
- A Lokomotiv sportklub elnöke (2009-ig)
- Az Orosz Föderáció sportminisztériuma általános/önkéntes tanácsának tagja (2013–18), elnökhelyettese (2013–15), elnöke (2015–18)
- Az Összorosz Úszószövetség megfigyelői tanácsának tagja
- Az Orosz Olimpiai Bizottság végrehajtó bizottságának tagja
- A két jelölt egyike az Oroszországi Olimpiai Bizottság elnöki tisztére 2018 májusában.

## Díjai, kitüntetései
- Az SzSzSzR kiváló sportolója (1992)
- Oroszország legjobb sportolója (1996)
- A Haza szolgálatáért érdemrend 3. fokozata (1996)[20]
- A FINA-díj birtokosa kiemelkedő úszóeredményeiért (1996)
- Barátságért érdemrend (2002)[21]
- Olimpiai érdemrend az olimpiai mozgalom kiemelkedő szolgálatáért (2018)

## Magánélete
Nős, felesége Darja Smeljova vegyesúszó, aki az 1993-as úszó-Európa-bajnokságon két ezüstérmet nyert a 200 méteres és 400 méteres versenyszámokban. Három gyermekük született, Vlagyimir, Anton és Mia.

## Vesztegetési ügye
2019. július 4-én a Nemzetközi Olimpiai Bizottság azzal vádolta Popovot és további nyolc tagját, hogy kenőpénzért cserébe Rio de Janeiro városára adták le voksukat a 2016-os olimpia helyszínének kijelöléséről szóló szavazáson. Rio de Janeiro volt kormányzó, Sérgio Cabral a bíróság előtt azt állította, hogy kétmillió dollárt adott Lamine Diacknek – a Nemzetközi Atlétikai Szövetség volt elnökének – a szavazatok megvásárlására. A 2019. július 5-én lefolytatott meghallgatásán Popov tagadta a vádakat.